# Моллен, Дженни
Дже́нни Энн Мо́ллен (англ. Jenny Ann Mollen; род. 30 мая 1979, Финикс, Аризона, США) — американская актриса

, писательница, сценаристка и продюсер.

## Биография
Дженни Энн Моллен родилась 30 мая 1979 года в Финиксе (штат Аризона, США) в семье врачей. Бегло говоря на немецком и французском, Дженни некоторое время жила в Германии и Франции.
Дженни окончила UCLA и Antioch University, получив степень по психологии.

## Карьера
Дженни дебютировала в кино в 2000 году, сыграв роль Сьюзан Карран в эпизоде «Мистер невидимый» телесериала «18 кругов правосудия». В 2009 году Моллен сыграла роль Эмили и написала сценарий к короткометражному фильму «Похищая Кейтлинн», за роль в котором она получила премию «Accolade Competition» (2009) в номинации «Фильм». Всего она сыграла в 26-ти фильмах и телесериалах.
Дженни — писательница для комедийного сайта «Playboy» и «The Smoking Jacket».

## Личная жизнь
С 23 апреля 2008 года Дженни замужем за актёром Джейсоном Биггзом, с которым она встречалась 9 месяцев до их свадьбы, познакомившись на съёмках фильма «Девушка моего лучшего друга». У супругов есть два сына — Сид Биггз (род. 15 февраля 2014) и Лазло Биггс (род. 2 октября 2017). В апреле 2008 года у Моллен случился выкидыш, когда она была на 3-м месяце беременности с их первенцем-сыном. После второй беременности ей был диагностирован диффузный токсический зоб.

## Избранная фильмография
актриса
| Год       |     | Русское название                              | Оригинальное название                          | Роль                   |
| --------- | --- | --------------------------------------------- | ---------------------------------------------- | ---------------------- |
| 2000      | с   | 18 кругов правосудия                          | 18 Wheels of Justice                           | Сьюзан Карран          |
| 2001      | с   | Сильное лекарство                             | Strong Medecine                                | блондинка              |
| 2003—2004 | с   | Ангел                                         | Angel                                          | Нина Эш                |
| 2004      | ф   | Шпионки                                       | D.E.B.S.                                       | немецкая шпионка       |
| 2005      | ф   | Возвращение живых мертвецов 5: Рэйв из могилы | Return of the Living Dead: Rave from the Grave | Дженни                 |
| 2006      | с   | Медиум                                        | Medium                                         | Лидия Кайн             |
| 2008      | ф   | Девушка моего лучшего друга                   | My Best Friend's Girl                          | Коллин                 |
| 2009      | кор | Похищая Кейтлинн                              | Kidnapping Caitlynn                            | Эмили                  |
| 2010      | с   | Закон и порядок: Лос-Анджелес                 | Law & Order: LA                                | Карли Моррис           |
| 2011      | с   | C.S.I.: Место преступления Нью-Йорк           | CSI: NY                                        | детектив Анджела Сайер |
| 2011      | ф   | Эта — дурацкая — любовь                       | Crazy, Stupid, Love.                           | Лиза                   |
| 2011      | с   | Форс-мажоры                                   | Suits                                          | Гэбби Стоун            |
| 2013      | с   | Гавайи 5.0                                    | Hawaii Five-0                                  | Дакота Хэйес           |
| 2013      | с   | Уилфред                                       | Wilfred                                        | Ким                    |

сценарист
- 2009 — «Похищая Кэйтлинн[англ.]»/Kidnapping Caitlynn